# ポリアナ・オキモト
ポリアナ・オキモト(Poliana Okimoto、1983年3月8日 - )は、ブラジルのサンパウロ出身競泳選手。日系ブラジル人。主に長距離を専門とし、オープンウォーター競技に出場している。
2007年に開催されたパンアメリカン競技大会では、オープンウォーターの10kmに出場し、アメリカ合衆国のクロエ・サットンに次ぐ2位でゴールし銀メダルを手に入れた。2008年には北京オリンピックにも出場しており7位となっている。